# Папужець маскаренський
Папужець маскаренський (Mascarinus mascarinus) — вимерлий вид папугоподібних птахів родини Psittaculidae. Був ендеміком острова Реюньйон в Індійському океані.

## Історія
Маскаренський папужець уперше згаданий французьким мандрівником Дюбуа в його подорожі 1674 року й лише кілька разів описаний з життя пізніше. Принаймні три живі екземпляри привезли до Франції наприкінці 18 століття і тримали в неволі, два з яких описали ще за життя. Нині існують два опудала: голотип, зразок MNHN 211 у Національному музеї природознавства в Парижі, а другий, зразок NMW 50.688, перебуває в Музеї природознавства у Відні. Останній екземпляр придбали в Леверіанському музеї під час розпродажу в Лондоні 1806 року.